# Atimno
En la mitología griega Atimnio o Atimno (en griego Ἀτύμνιος, Atýmnios) era un bello muchacho, amado por Sarpedón; este se había peleado con sus hermanos Minos y Radamantis por conseguir el afecto de Atimnio. Otros dicen que el objeto de su disputa fue en cambio Mileto. Según Hesíodo era hijo de Fénix y Casiopea, pero también aclara que el verdadero padre de Atimnio fue Zeus. Sus hermanos eran Cílix, Fineo y Doriclo. Parece que Atimnio era venerado en Gortina, Creta, junto con su hermana Europa.  En una variante Atimnio fue amado por Apolo.